# Ciclismo nos Jogos Europeus de 2015 - BMX feminino
A competição feminina BMX do ciclismo nos Jogos Europeus de 2015, em Baku, ocorreu entre os dias 26 e 28 de junho.

## Calendário
Horário de verão do Azerbaijão (UTC+5).
| Data        | Horário | Fase         |
| ----------- | ------- | ------------ |
| 26 de junho | 14:30   | Qualificação |
| 26 de junho | 15:25   | Super final  |
| 26 de junho | 17:00   | Motos        |
| 28 de junho | 15:55   | Final        |

## Medalhistas
| Ouro   | DEN Simone Christensen |
| Prata  | FRA Magalie Pottier    |
| Bronze | CZE Aneta Hladíková    |

## Resultados

### Qualificação contra o relógio
| Pos.             | Atleta               | Tempo  | Nota |
| ---------------- | -------------------- | ------ | ---- |
| 1                | Elke Vanhoof         | 37.274 | Q    |
| 2                | Aneta Hladíková      | 37.352 | Q    |
| 3                | Simone Christensen   | 37.634 | Q    |
| 4                | Romana Labounková    | 37.699 | Q    |
| 5                | Magalie Pottier      | 37.711 | Q    |
| 6                | Natalia Suvorova     | 38.147 | Q    |
| 7                | Sandie Thibaut       | 38.209 | Q    |
| 8                | Sandra Aleksejeva    | 38.219 | Q    |
| 9                | Merle van Benthem    | 38.301 |      |
| 10               | Nadja Pries          | 38.758 |      |
| 11               | Laura Smulders       | 38.962 |      |
| 12               | Vilma Rimšaitė       | 40.497 |      |
| 13               | Ketlin Tekkel        | 49.300 |      |
| 14               | Eirini Mavraki       | 52.169 |      |
| -                | Jone Vangoidsenhoven | DNS    |      |
| Fonte: Baku 2015 |                      |        |      |

### Super final contra o relógio
| Pos.             | Atleta             | Tempo  | Nota |
| ---------------- | ------------------ | ------ | ---- |
| 1                | Elke Vanhoof       | 36.628 | Q    |
| 2                | Simone Christensen | 37.212 | Q    |
| 3                | Romana Labounková  | 37.523 | Q    |
| 4                | Aneta Hladíková    | 37.572 | Q    |
| 5                | Magalie Pottier    | 37.720 | Q    |
| 6                | Sandie Thibaut     | 39.577 | Q    |
| 7                | Sandra Aleksejeva  | 40.910 | Q    |
| 8                | Natalia Suvorova   | 56.873 | Q    |
| Fonte: Baku 2015 |                    |        |      |

### Motos

#### Grupo 1
| Pos.             | Atleta            | Pontos | Nota |
| ---------------- | ----------------- | ------ | ---- |
| 1                | Magalie Pottier   | 5      | Q    |
| 2                | Merle van Benthem | 6      | Q    |
| 3                | Elke Vanhoof      | 7      | Q    |
| 4                | Aneta Hladíková   | 12     | Q    |
| 5                | Natalia Suvorova  | 16     |      |
| 6                | Vilma Rimšaitė    | 17     |      |
| 7                | Ketlin Tekkel     | 21     |      |
| Fonte: Baku 2015 |                   |        |      |

#### Grupo 2
| Pos.             | Atleta             | Pontos | Nota |
| ---------------- | ------------------ | ------ | ---- |
| 1                | Laura Smulders     | 4      | Q    |
| 2                | Simone Christensen | 7      | Q    |
| 3                | Romana Labounková  | 9      | Q    |
| 4                | Sandra Aleksejeva  | 12     | Q    |
| 5                | Sandie Thibaut     | 14     |      |
| 6                | Eirini Mavraki     | 19     |      |
| 7                | Nadja Pries        | 21     |      |
| Fonte: Baku 2015 |                    |        |      |

### Final
| Pos.              | Atleta             | Tempo    |
| ----------------- | ------------------ | -------- |
| Medalha de ouro   | Simone Christensen | 37.074   |
| Medalha de prata  | Magalie Pottier    | 37.287   |
| Medalha de bronze | Aneta Hladíková    | 37.891   |
| 4                 | Merle van Benthem  | 38.370   |
| 5                 | Laura Smulders     | 43.176   |
| 6                 | Sandra Aleksejeva  | 49.069   |
| 7                 | Elke Vanhoof       | 51.360   |
| 8                 | Romana Labounková  | 1:23.187 |
| Fonte: Baku 2015  |                    |          |